# Giro d'Italia de 1926
Giro d'Italia de 1926 foi a décima quarta edição da prova ciclística Giro d'Italia (Corsa Rosa), realizada entre os dias 15 de maio e 6 de junho de 1926.
A competição foi realizada em 12 etapas com um total de 3.429 km.
O vencedor foi o ciclista Giovanni Brunero. Largaram 203 competidores cruzaram a linha de chegada 40 corredores.